# خانه علیرضا خان
خانه علیرضا خان مربوط به دوره صفوی است و در میبد، محله کوچک، کوچه علی‌آباد واقع شده و این اثر در تاریخ ۱۴ اسفند ۱۳۸۵ با شمارهٔ ثبت ۱۷۸۶۷ به‌عنوان یکی از آثار ملی ایران به ثبت رسیده است.